# Акбаев, Ренат Анзорович
Акбаев Ренат Анзорович (карач.-балк. Акъбайланы Анзорну джашы Ренат; род. 21 ноября 1979, Сторожевая, Ставропольский край) — борец на поясах. Пятикратный чемпион мира, двукратный чемпион Европы, абсолютный чемпион России, пятикратный чемпион России.

## Биография
Родился 21 ноября 1979 года в станице Сторожевая, Зеленчукского района КЧР в семье Акбаевых Анзора Токалаевича и Зои Абугалиевны.
Профессионально тренировки по вольной борьбе начинал в 1996 году после поступления на исторический факультет Карачаево-Черкесского государственного университета. В начале был учеником у прославленного Солтана Текеева — девятикратного и абсолютного чемпиона Северного Кавказа по национальной борьбе. После — заслуженного тренера РФ Азрета Эриджеповича Джанкетова.
В 2000 году после победы на Всероссийском турнире «Мемориал защитникам Кавказа», выполнил норматив Мастера спорта по вольной борьбе.
В 2002 году стал вторым призером на Первенстве Юга России по дзюдо.
В сентябре 2003 года выиграл чемпионат России по борьбе на поясах в Москве.
В декабре 2003 года стал победителем чемпионата мира в своей весовой категории, который проходил в Тегеране.
В апреле 2004 года стал призером международного турнира им. Сафина.
В июне 2004 года в Вильнюсе, на чемпионате Европы занял первое место в своей весовой категории. На следующий день после чемпионата, выиграв семь встреч, стал победителем на Открытом первенстве столицы Литвы в весовой категории до 115 кг по сумо.

## Семья
Женат, сын.
Ренат старший сын в семье. У него также есть младшие братья, которые тоже известны в мире вольной борьбы.
- Хусей — абсолютный чемпион России по национальной борьбе, мастер спорта по вольной борьбе, мастер спорта по дзюдо, призёр чемпионата мира и чемпион Европы по борьбе на поясах.
- Алибек — призер чемпионата России по вольной борьбе.